# Skarłowacenie
Skarłowacenie to ewolucyjny proces sukcesywnego zmniejszania się rozmiarów ciała populacji danego gatunku wskutek presji selektywnej zwiększającej przeżywalność mniejszych osobników. Ze względu na specyficzne warunki, dość często zjawisko to zachodzi na wyspach – karłowacenie wyspowe.
Wykopano kopalne szczątki karłowatych mamutów, słoni i hipopotamów. Najczęściej skarłowacenie powstaje przy stopniowo zmniejszającej się pojemności środowiska. 
Na przykład podnoszenie się poziomu wody w Morzu Śródziemnym rozdzieliło pierwotnie ciągłą populację na endemiczne podgatunki, których karłowate wersje żyły na oddzielonych wodą wyspach.